# Ursus arctos lasiotus
El oso pardo del Ussuri (Ursus arctos lasiotus) es una subespecie de  mamíferos carnívoros  de la familia Ursidae.

## Alimentación
En Hokkaido come mamíferos grandes y pequeños, peces, aves e insectos (por ejemplo,  hormigas).

## Distribución geográfica
Se encuentran en Asia: la Isla de Sajalín, el Óblast de Amur, las Islas Shantar, las islas Iturup y Kunashir (ambas en las Islas Kuriles), el noreste de la China, la Península de Corea y Hokkaido (el Japón).